# Patrimoni dell'umanità della Norvegia
I patrimoni dell'umanità della Norvegia sono i siti dichiarati dall'UNESCO come patrimonio dell'umanità in Norvegia, la quale è divenuta parte contraente della Convenzione sul patrimonio dell'umanità il 12 maggio 1977.
Al 2020 i siti iscritti nella Lista dei patrimoni dell'umanità sono otto, mentre cinque sono le candidature per nuove iscrizioni. I primi due siti, Bryggen e la Stavkirke di Urnes, furono iscritti nella lista nel 1979, durante la terza sessione del comitato del patrimonio mondiale. Gli altri siti furono aggiunti nel 1980, 1985, 2004, 2005 (due) e 2015. Sette siti sono considerati culturali, secondo i criteri di selezione, uno naturale; uno è parte di un sito transnazionale.

## Siti del Patrimonio mondiale
| Foto | Sito                                                            | Luogo | Tipo                         | Anno      | Descrizione |
| ---- | --------------------------------------------------------------- | --- | ---------------------------- | --------- | --- |
|      | Stavkirke di Urnes                                              | Luster | Culturale (58; i, ii, iii)   | 1979      | La chiesa in legno di Urnes (la stavkirke) si trova nella cornice naturale di Sogn og Fjordane. È stato costruito nel XII e XIII secolo ed è un eccezionale esempio di architettura tradizionale scandinava in legno. Riunisce tracce di arte celtica, tradizioni vichinghe e strutture spaziali romaniche. |
|      | Bryggen                                                         | Bergen | Culturale (59; iii)          | 1979      | Bryggen, la vecchia banchina di Bergen, ricorda l'importanza della città come parte dell'impero commerciale della Lega Anseatica dal XIV alla metà del XVI secolo. Molti incendi, l'ultimo nel 1955, hanno devastato le caratteristiche case di legno di Bryggen. La sua ricostruzione ha seguito tradizionalmente vecchi schemi e metodi, lasciando così preservata la sua struttura principale, che è una reliquia di un'antica struttura urbana in legno un tempo comune nel Nord Europa. Oggi, di questo antico paesaggio urbano rimangono circa 62 edifici. |
|      | Città mineraria di Røros e la Circonferenza                     | Røros | Culturale (55; iii, iv, v)   | 1980-2010 | Il sito è collegato alle miniere di rame, fondate nel XVII secolo e sfruttate per 333 anni fino al 1977, e comprende la città e i suoi paesaggi culturali industriali-rurali; Femundshytta, una fonderia con la sua area associata; e la rotta dei trasporti invernali. Completamente ricostruita dopo la sua distruzione da parte delle truppe svedesi nel 1679, Røros contiene circa 2000 case in legno a uno e due piani e una fonderia. Molti di questi edifici hanno conservato le facciate in legno annerite, conferendo alla città un aspetto medievale. Circondata da una zona cuscinetto, coincidente con l'area dei privilegi (la Circonferenza) concessa all'impresa mineraria dalla Corona Danese-Norvegese (1646), la proprietà illustra l'instaurazione e il fiorire di una cultura durevole basata sull'estrazione del rame in una regione remota con un clima rigido.                                                                |
|      | Arte rupestre di Alta                                           | Alta | Culturale (352; iii)         | 1985      | Questo gruppo di petroglifi nel Fiordo dell'Alta, vicino al Circolo polare artico, reca le tracce di un insediamento risalente al periodo compreso circa tra il 4200 e il 500 a.C. Le migliaia di dipinti e incisioni contribuiscono alla nostra comprensione dell'ambiente e delle attività umane ai margini dell'estremo nord in epoca preistorica. |
|      | Vegaøyan - Arcipelago di Vega                                   | Vega | Culturale (1143; v)          | 2004      | Un gruppo di dozzine di isole centrate su Vega, appena a sud del Circolo polare artico, forma un paesaggio culturale di 107.294 ettari, di cui 6.881 ettari di terra. Le isole testimoniano un caratteristico stile di vita frugale basato sulla pesca e la raccolta del piumino di edredoni, in un ambiente inospitale. Ci sono villaggi di pescatori, banchine, magazzini, pollai (costruiti per nidificare gli edredoni), paesaggi agricoli, fari. Ci sono prove di insediamenti umani dall'età della pietra in poi. Nel IX secolo le isole erano diventate un importante centro per l'approvvigionamento di piumino, che sembra aver rappresentato circa un terzo del reddito degli isolani. L'arcipelago di Vega riflette il modo in cui i pescatori/agricoltori, negli ultimi 1.500 anni, hanno mantenuto una vita sostenibile e il contributo delle donne alla raccolta del piumino.                                                          |
|      | Arco geodetico di Struve                                        | Alta, Hammerfest, Kautokeino (condiviso con Bielorussia, Estonia, Finlandia, Lettonia, Lituania, Moldavia, Russia, Svezia, Ucraina) | Culturale (1187; ii, iv, vi) | 2005      | L'arco geodetico di Struve è una catena di triangolazioni geodetiche che vanno da Hammerfest in Norvegia al Mar Nero, attraversando 10 nazioni e per una lunghezza complessiva di circa 2.820 chilometri. Questa catena venne ideata e utilizzata dallo scienziato baltico-tedesco Friedrich Georg Wilhelm von Struve negli anni compresi fra il 1816 e il 1855 per determinare le esatte forme e dimensioni della Terra. All'epoca l'arco attraversava solamente due nazioni: la Svezia-Norvegia e l'Impero russo. L'arco originale consisteva in 258 triangoli principali con 265 punti della stazione principale. Il sito elencato comprende 34 dei punti della stazione originale, mediante segnali di diversi tipi: buchi scavati nelle rocce, croci di ferro, "ometti" di pietre, obelischi. In Norvegia sono presenti quattro punti di segnalazione: Fuglenes a Hammerfest, Raipas ad Alta, Luvdiidcohkka e Baelljasvarri a Kautokeino.       |
|      | Fiordi della Norvegia occidentale - Geirangerfjord e Nærøyfjord | Hordaland, Møre og Romsdal, Sogn og Fjordane                                                                                        | Naturale (1195; vii, viii)   | 2005      | Situati nel sud-ovest della Norvegia, a nord-est di Bergen, il Geirangerfjord e il Nærøyfjord, distanti 120 km l'uno dall'altro, fanno parte del paesaggio dei fiordi norvegesi occidentali, che si estende da Stavanger a sud fino ad Åndalsnes. I due fiordi, tra i più lunghi e profondi del mondo, sono considerati paesaggi archetipici dei fiordi e tra i più spettacolari in assoluto. La loro eccezionale bellezza naturale deriva dalle loro pareti di roccia cristallina strette e ripide che si innalzano fino a 1.400 m dal Mare di Norvegia e si estendono per 500 m sotto il livello del mare. Le pareti a strapiombo dei fiordi hanno numerose cascate mentre i fiumi a flusso libero attraversano le loro foreste di latifoglie e conifere verso laghi glaciali, ghiacciai e aspre montagne. Il paesaggio presenta una serie di fenomeni naturali di supporto, sia terrestri che marini, come morene sottomarine e mammiferi marini. |
|      | Sito industriale di Rjukan-Notodden                             | Notodden, Tinn | Culturale (1486; ii, iv)     | 2015      | Situato in uno spettacolare paesaggio di montagne, cascate e valli fluviali, il sito comprende centrali idroelettriche, linee di trasmissione, fabbriche, sistemi di trasporto e città. Il complesso è stato istituito dalla società Norsk Hydro per produrre fertilizzanti artificiali dall'azoto presente nell'aria. È stato costruito per soddisfare la crescente domanda di produzione agricola del mondo occidentale all'inizio del XX secolo. Le città aziendali di Rjukan e Notodden mostrano alloggi dei lavoratori e istituzioni sociali collegate tramite ferrovia e traghetto ai porti dove veniva caricato il fertilizzante. Il sito di Rjukan-Notodden manifesta un'eccezionale combinazione di beni industriali e temi associati al paesaggio naturale. Si distingue come un esempio di una nuova industria globale all'inizio del XX secolo.                                                                                          |

## Siti candidati
| Foto | Sito | Luogo                                      | Tipo                                  | Anno       | Descrizione |
| ---- | --- | ------------------------------------------ | ------------------------------------- | ---------- | --- |
|      | Area lappone - Tysfjord, il fiordo di Hellemobotn e Rago (estensione)                                           | Tysfjord, Hamarøy, Sørfold                 | Misto (1750; iii, v, vii, viii, ix)   | 07/10/2002 | La combinazione di uno scenario magnifico, un paesaggio culturale antico e un insediamento vivente di Sami di Lule sulla sponda di Hellemofjorden è unica. L'area è costituita da un vasto massiccio montuoso incontaminato con una topografia varia, che va dalle alte vette a nord-ovest a un paesaggio di altopiano arrotondato a est. L'area montuosa è interrotta da un sistema di fiordi altamente ramificato e da molte valli. Lo scenario è caratterizzato da grandi lastre di roccia in pendenza levigate sui fianchi delle montagne e un paesaggio carsico punteggiato da numerose grotte. Il parco nazionale Rago, confina con i parchi nazionali svedesi nell'area lappone, ed è dominato da un paesaggio montano selvaggio e spettacolare con profondi burroni e grandi massi. |
|      | Isole Lofoten                                                                                                   | Flakstad, Moskenes, Røst, Værøy, Vestvågøy | Misto (1751; iii, viii, ix, x)        | 07/10/2002 | La costa del Nordland è topograficamente e biologicamente variegata con isole con scogli scoscesi orlati di uccelli, dune di sabbia e spiagge rocciose. Geologicamente l'area appartiene alla provincia eruttiva delle Lofoten ed è costituita principalmente da rocce precambriane. La corrente Moskenes tra le isole Lofoten esterne è un potente e pericoloso vortice. Sin dall'epoca vichinga le isole Lofoten sono state e sono tuttora il centro della pesca del merluzzo norvegese. L'esportazione in Europa via Bergen è stata stabilita all'inizio del Medioevo. La regione ha qualità uniche associate alle sue risorse marine, geologia, vita vegetale e animale, monumenti culturali e scenari mozzafiato. Le scogliere degli uccelli di Røst e Værøy sono tra le più grandi dei paesi nordici e si sono guadagnate una reputazione internazionale. |
|      | Arcipelago delle Svalbard                                                                                       | Isole Svalbard                             | Misto (5161; v, vi, vii, viii, ix, x) | 21/06/2007 | La naturale diversità biologica e i processi ecologici in corso nell'arcipelago sono in gran parte intatti. Le principali invasioni tecniche sono per lo più concentrate nei pochi insediamenti e le Svalbard possono essere considerate come l'area selvaggia più grande e meno disturbata della Norvegia. Più della metà (65,3%) dell'area è attualmente protetta con l'intenzione di preservare l'ambiente naturale, il paesaggio e il patrimonio culturale unici delle Svalbard (7 parchi nazionali, 6 riserve naturali, 15 santuari degli uccelli, 1 geotopo protetto). I siti del patrimonio culturale risalenti a prima del 1946 sono automaticamente protetti. Ciò include i siti legati allalle attività belliche della seconda guerra mondiale. |
|      | Isole di Jan Mayen e Bouvet come parti di una nomina transnazionale seriale del sistema dorsale medio atlantica | Jan Mayen, Isola Bouvet                    | Naturale (5162; viii, ix, x)          | 21/06/2007 | La dorsale medio-atlantica è una catena montuosa sottomarina che forma il confine tra le placche nord e sudamericana e le placche europea e africana. I continenti si stanno allontanando l'uno dall'altro e l'attività vulcanica ha creato una dorsale sottomarina che si estende dal Mare di Norvegia all'Oceano Atlantico meridionale. In alcuni punti il crinale si alza sul livello del mare, creando isole e arcipelaghi appartenenti a cinque nazioni. Le isole norvegesi di Jan Mayen e Bouvet formano le estremità supramarine settentrionale e meridionale del crinale. |
|      | Monumenti e siti vichinghi / Sepolture delle navi di Vestfold e cave di mole di Hyllestad                       | Hyllestad, Horten, Sandefjord, Tønsberg    | Culturale (5577; iii)                 | 10/01/2011 | La candidatura seriale vichinga comprende paesaggi terrestri, marini e urbani che si estendono dal Nord Atlantico al Mar Baltico. Tra le migliaia di siti vichinghi dall'VIII al XII secolo d.C., queste nove proprietà nominate da sei nazioni sono esempi eccezionali che rappresentano l'ampia diversità di questa prima cultura marittima. Le sepolture delle navi di Vestfold sono costituite da tre siti: cimitero di Borre, sepoltura delle navi di Oseberg e sepoltura delle navi di Gokstad. La regione di Vestfold ha la più alta concentrazione di sepolture monumentali nella Scandinavia vichinga. La loro posizione in un paesaggio costiero lungo una delle principali rotte di navigazione riflette il focus marittimo del periodo. Le cave di mole di Hyllestad testimoniano la produzione di massa e il commercio all'ingrosso emersi nell'era vichinga. La condizione naturale per la produzione di mole era la presenza di un tipo speciale di roccia: cianite-granito-muscovite-scisto che si trova lungo il lato nord ed orientale dell'Åfjord. |